# Grigori Moissejewitsch Mairanowski
Grigori Moissejewitsch Mairanowski (russisch Григорий Моисеевич Майрановский; * 1899 in Batumi; † 1964) war ein sowjetischer Chemiker, Toxikologe und Experte für Hinrichtungen und der Erfinder eines sogenannten Giftstuhles.

## Funktionen und Karriere
Mairanowski leitete das Moskauer Laborinstitut des Volkskommissariats für innere Angelegenheiten NKWD unter der Leitung von Lawrenti Beria. Das Laboratorium Nr. 12 war der Lubjanka angeschlossen und befand sich in der Warsonofjewskijgasse 11. Bis zu Josef Stalins Tod (1953) wurden unter der Führung Mairanowskis Giftstoffe hergestellt und in Menschenversuchen ausprobiert. Täglich brachte man zu diesem Zweck Häftlinge in die Zellen des  Labors. Es wurde mit Substanzen gearbeitet, die bei Obduktionen nach politischen Morden damals nicht nachzuweisen sein würden. Geheimaktionen sowjetischer Agenten im Ausland sollten auf diese Weise unterstützt werden. Die Entwicklung von Gegenständen mit verdeckter Giftnadel oder -spitze wurde hier begründet. Mairanowski leitete persönlich die Entwicklung eines Spazierstockes mit vergifteter Spitze. Auch dabei wurde an Häftlingen des NKWD experimentiert. Der Historiker Michail Woslenski erwähnt Mairanowskis Mitteilung an Beria, er habe „mehrere Dutzend Erzfeinde der Sowjetunion vernichtet“.
Waleri Alexandrowitsch Wolin, der Militäroberstaatsanwalt der Generalstaatsanwaltschaft der Russischen Föderation, erklärte 1993 in einem Vortrag:
„Vor kurzem erst erfuhr ich bei meiner Arbeit in der Verwaltung für Rehabilitierung, dass in Moskau beim zentralen Apparat des KGB ein Geheimlabor eingerichtet worden war, um Versuche an zum Tode verurteilten Häftlingen durchzuführen. In diesem Todeslabor unter Leitung des Doktors der medizinischen Wissenschaften, Professor Grigori Mairanowski, wurden durch KGB-Angehörige Tausende von Menschen unterschiedlicher Nationalität umgebracht.“
Mairanowski soll auch Experimente an deutschen Kriegsgefangenen im Zweiten Weltkrieg durchgeführt haben, gemäß einem Artikel des Russland-Korrespondenten der Frankfurter Rundschau von 2006, der sich auf ein 2005 veröffentlichtes Buch des Ex-KGBlers Alexander Kusminow bezieht.
Mairanowski musste in den 1950er Jahren zur Zeit der sogenannten Ärzteverschwörung, einer fabrizierten Verdächtigung, ins Gefängnis, unter dem Vorwurf, ein „jüdischer Nationalist“ zu sein. Nach seiner Freilassung arbeitete er bis zu seinem Tod als Leiter eines biochemischen Laboratoriums.